# 金氏蛇鰻
金氏蛇鰻，為輻鰭魚綱鰻鱺目糯鰻亞目蛇鰻科的其中一種，分布於印度西太平洋區，從馬爾地夫至新喀里多尼亞海域，棲息深度430-500公尺，體長可達33.7公分，棲息在沙泥底質海域，為底棲性魚類，屬肉食性，生活習性不明。

## 擴展閱讀
維基物種上的相關：金氏蛇鰻